# 物部小前
物部 小前（もののべ の おまえ、生没年不詳）は、安康天皇の時代の古代豪族物部氏の一族。饒速日命12世の孫とされる。姓は連。また、『先代旧事本紀』天孫本紀では「物部小前宿祢連公」に作り、物部麦入（むきり）の子で、大前（おおまえ）の弟とし、「元為大連、次為大宿祢、奉斎神宮」と記す。

## 概要
『古事記』允恭天皇段で、穴穂御子（安康天皇）が軽太子を捕らえる場面では、「大前小前宿祢大臣」と大前と1人の人物の如く登場し、初め太子を匿うものの、後に穴穂御子に降る様子が記されている。また『日本書紀』安康天皇即位前紀でも同様の事件を記すが、そこでは大前のみが登場し、歌謡（宮人振）において「大前小前宿祢が云々」と歌われている。もっとも、この歌謡は『古事記』允恭天皇段のものと同じなので、『古事記』の伝承から採られたものとされている。
『新撰姓氏録』によれば、高橋連、鳥見連、登美連などの祖先とされているが、その他、『先代旧事本紀』天孫本紀には豊前国の社人となった田部連の祖とも記されている。